# Cry (Michael Jackson)
Cry è una canzone interpretata da Michael Jackson e scritta da R. Kelly estratta come secondo e ultimo singolo dall'album Invincible di Jackson del 2001. Il singolo non fu pubblicato negli Stati Uniti, ma solo in Europa, Australia e Canada. Arrivò, tra gli altri, alla posizione numero 6 in Spagna, alla 18 in Italia e alla 25 sulla UK Singles Chart. Raggiunse inoltre la posizione numero 1 nella classifica statunitense di Billboard Bubbling Under R&B/Hip-Hop Singles, solo grazie agli airplay radiofonici.

## Descrizione
La canzone fu la seconda di tre canzoni scritte da R. Kelly per Michael Jackson, dopo il successo mondiale You Are Not Alone, pubblicata nell'album HIStory del 1995, e il singolo inedito One More Chance, contenuto invece nella raccolta di numero uno di Jackson, Number Ones del 2003. La canzone fu il pezzo umanitario dell'album Invincible, una tradizione ormai consolidata per Jackson sin dall'album Bad (1987), dove era contenuta Man in the Mirror, e proseguita poi con le canzoni Heal the World, dall'album Dangerous (1991), ed Earth Song (sempre da HIStory). Cry è una canzone in stile gospel e contiene i cori dell'Andraé Crouch Singers Choir e di R. Kelly stesso. La canzone parla di unirsi tutti insieme in un pianto globale provocato delle ingiustizie sulla Terra e si auspica un risveglio delle coscienze e la Pace tra i popoli. La canzone uscì a meno di due mesi dagli attentati dell'11 settembre 2001 e il suo testo, scritto in realtà prima, sembrò profetico e azzeccato alla situazione globale.

### Shout
Il singolo contiene inoltre la canzone inedita Shout, che è stata scartata ad ultimo minuto dall'album Invincible per lasciare posto alla ballata You Are My Life. Il brano, prodotto da Teddy Riley e Michael Jackson, è un sample del singolo "Do It" del gruppo musicale Guy, del quale faceva parte proprio Riley. Inoltre questo pezzo trova ispirazione dalla omonima canzone dei The isley Brothers e si distingue per essere una traccia funky/rap, quindi inedita per quanto riguarda lo stile di Jackson, e rappresenta una sprezzante denuncia verso un mondo devastato dalle guerre e dalla violenza gratuita.

## Video
Il videoclip del brano fu diretto dal regista e fotografo britannico Nick Brandt, che aveva già lavorato con Jackson come regista dei video di Earth Song, Childhood e Stranger in Moscow. Il video mostra molte persone di diverse etnie che si tengono per mano, simboleggiando l'unione e la fratellanza, e creando una gigantesca catena umana che attraversa tutta la Terra. Le riprese si sono svolte in sei location diverse.
Per tutta la durata del videoclip, Michael Jackson non si vede mai, come in altri videoclip umanitari di Jackson come Man in the Mirror e Heal the World.

## Tracce

### CD maxi singolo Europa[9]
1. Cry – 5:00 (R. Kelly)
2. Shout – 4:19 (M. Jackson/T. Riley/C. Forbes/S. Hoskins/C. Lampson/R. Hamilton)
3. Streetwalker – 5:47 (Michael Jackson, Bill Bottrell)
4. Cry (Video) – 5:00 – diretto da Nicholas Brandt

## Crediti
- Prodotta da Michael Jackson e R.Kelly
- Voce principale: Michael Jackson
- Cori: Michael Jackson, Andraé Crouch Singers Choir e R. Kelly
- Arrangiamento del coro: R.Kelly
- Percussioni: Paulinho Da Costa
- Batteria: John JR Robinson
- Programmazione batteria: Michael Jackson e Brad Buxer
- Chitarre: Michael Landau
- Registrato da Mike Ging, Brad Gilderman e Humberto Gatica
- Mixato da Michael Jackson e Mick Guzauski

## Classifica
| Classifica (2001) | Posizione massima |
| ----------------- | ----------------- |
| Australia         | 43                |
| Austria           | 65                |
| Belgio (Vallonia) | 31                |
| Danimarca         | 16                |
| Francia           | 30                |
| Italia            | 18                |
| Norvegia          | 39                |
| Polonia           | 9                 |
| Spagna            | 6                 |
| Svezia            | 48                |
| Svizzera          | 42                |
| Regno Unito       | 25                |